# Животни стандард
Животни стандард је према ширем схватању укупност услова живота и рада појединих слојева становништва једне земље у одређеном временском периоду. Такође, обухвата материјалне, радне и друштвене услове живота, као и могућности задовољења духовних потреба, слободног кретања и слободне размене људи и добара.